# Saint-Victor (Ardèche)
Saint-Victor é uma comuna francesa na região administrativa de Auvérnia-Ródano-Alpes, no departamento de Ardèche. Estende-se por uma área de 31,88 km². Em 2010 a comuna tinha 967 habitantes (densidade: 30,3 hab./km²).